# Emil Richards
Emil Richards, artiestennaam van Emilio Joseph Radocchia (Hartford (Connecticut), 2 september 1932 – 13 december 2019) was een vooraanstaand Amerikaans slagwerker en jazzdrummer.

## Loopbaan
Net als latere vakgenoten Paulinho da Costa en Lenny Castro begon Emil Richard al vroeg met musiceren, in zijn geval zes jaar. Wat Castro had met conga's had Richards met de vibrafoon. Zijn muzikale opleiding kreeg hij aan de Julis Hartt School of Music (nu onderdeel van Universiteit van Hartford), maar hij speelde toen al mee met het Hartford Symphony Orchestra, een regionaal orkest. Hij speelde niet alleen klassieke muziek, maar ook jazz in allerlei ensembles in en rondom New England. Hij ging vervolgens het leger in en werd assistent-leider van een legerorkest (1952/1953).
In de latere jaren ’50 en de jaren ’60 werd zijn bekendheid groter en werd hij vaker ingeschakeld door jazzmusici, eerst vanuit New York, later vanuit Los Angeles. Rock- en popmuzikanten aan bij de jazzmusici en begonnen om hem te vragen. Daarnaast werd hij ingeschakeld bij tal van opnamen van filmmuziek. In onder meer Close Encounters of the Third Kind, Jaws, Indiana Jones and the Temple of Doom en Jurassic Park is zijn spel te horen.
In New York begon het in 1954 met Charles Mingus, Ed Shaughnessy, Ed Thigpen, Perry Como, de Ray Charles Singers en Mitch Aires. In 1955 volgde vier jaar het George Shearing Quintet. In 1959 volgden in Los Angeles het Paul Horn Quintet, Jimmy Witherspoon, de Shorty Rogers Big Band, Don Ellis, Lenny Bruce en Lord Buckley. Ondertussen speelde hij mee bij Frank Sinatra, Nelson Riddle, Judy Garland, Sarah Vaughan en Doris Day. In 1962 sloot Emil Richards zich op verzoek van president John F. Kennedy aan bij een combo rond The Voice (Sinatra) voor een wereldtournee ten behoeve van armlastige kinderen. De opbrengsten gingen onder meer naar een ziekenhuis in Israël, waar Joodse én Palestijnse kinderen geholpen konden worden. Die wereldtournee bracht hem uiteindelijk een groter arsenaal aan instrumenten. 
Na die tournee kwamen de aanvragen opnieuw binnen. Ditmaal waren het The Beach Boys, Jan & Dean, Bing Crosby en Nat Cole. Ook Frank Zappa schakelde hem in voor zijn Abnuceals Emuukha Electric Symphony Orchestra. Hij nam met dat orkest een aantal albums op, waaronder Zappa’s eerste soloalbum, Lumpy Gravy in 1967. In de studio zat hij ook voor een aantal filmcomponisten onder wie Jerry Goldsmith, John Williams, Henry Mancini, Elmer Bernstein, Johnny Mandel, Quincy Jones, Oliver Nelson, Neal Hefti, Lalo Schifrin, Dave Grusin, Michel Legrand, Alex North en Bill Conti. Ook Blondie, The Doors, George Harrison en Gary Wright schakelden hem in. Emil Richards schuwde ook de experimentele muziek niet, hij speelde samen met Harry Patch, een pionier binnen de microtonaliteit. Hij zat in de Raad van Bestuur van de Percussive Arts Society aan welke instelling hij een donatie gaf in de vorm van een grote verzameling muziekinstrumenten.
Richards overleed eind 2019 en werd 87 jaar oud.

## Discografie (soloalbums)
- 1961: Yazz Per Favore
- 1968: Journey To Bliss (Impulse! Records)
- 1969: Spirit Of 1976 (Impulse!)
- 1994: Wonderful World of Percussion
- 1994: Ritmico Mondo
- 1996: Luntana
- 2000: Calamari Live at Roccos
- 2002: Yazz per favore
- 2003: New Sound Element: Stones
- 2005: New Time Element
- 2006: Maui Jazz Quartet